# Camino de Santa Fe

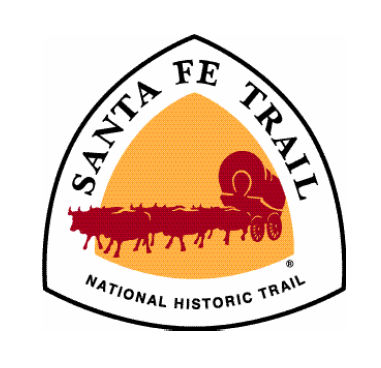
Logo del Camino de Santa Fe del Servicio de Parques Nacionales (NPS)

El camino de Santa Fe (también llamado en español senda, sendero, pista o ruta) (del inglés: Santa Fe Trail) fue una famosa ruta de transporte del siglo XIX que discurría por el centro de América del Norte, conectando las ciudades de Independence (hoy en Misuri) y Santa Fe (hoy en Nuevo México) a lo largo de unos 1400 km de áridas praderas, desiertos y montañas. La ruta fue abierta en 1821 por el comerciante William Becknell y se usó hasta la llegada del ferrocarril a Santa Fe, en 1880. Santa Fe estaba cerca del final del camino Real de Tierra Adentro que traía mercancía desde Ciudad de México.
Siguiendo en parte las huellas que más de dos siglos antes hiciera la expedición del conquistador español Francisco Vázquez de Coronado (1540-1542), el explorador francés Pedro Vial, súbdito al servicio de España, estableció la que sería luego la ruta del camino de Santa Fe viajando inicialmente desde Santa Fe del Yunque hasta San Luis de Illinues, es decir de oeste a este, enlazando las capitales españolas en esa época de Nuevo México y de la Alta Luisiana. Esta ruta fue primero usada por los novohispanos y, después del Tratado Adams-Onís (1821), fue utilizada también por los estadounidenses. El primero de ellos fue William Becknell, que en 1821 condujo una expedición comercial desde Franklin, donde residía, hasta Santa Fe.
El camino fue utilizado en 1846 como la ruta durante la invasión estadounidense de Nuevo México. Después de la adquisición por los Estados Unidos de los territorios de suroeste, que puso fin a la guerra, este camino ayudó a abrir la región al desarrollo económico y a los asentamientos estadounidenses, jugando un papel vital en la expansión del país en las tierras que había adquirido. La ruta sirvió como ruta comercial y militar vital hasta la llegada del ferrocarril a Santa Fe en 1880.
La ruta cruzaba la Comanchería, el territorio de los comanches, que exigían una compensación por garantizar el pasaje por la senda. Los comanches asaltaban rutinariamente a los viajeros estadounidenses a lo largo del sendero, encontrando inaceptable tener que pagar una cuota por el paso hasta Santa Fe, y pronto, todos los comanches huyeron de la zona, abriendo la zona a los asentamientos estadounidenses.
La ruta se conmemora hoy por el Servicio de Parques Nacionales (National Park Service) como el Santa Fe National Historic Trail, designado en 1987. Una carretera sigue más o menos el camino de la pista a través de toda la longitud de Kansas, la esquina sureste de Colorado y el norte de Nuevo México y ha sido designada como Santa Fe Trail National Scenic Byway.
Hay una película en blanco y negro llamada Camino de Santa Fe, de 1940, protagonizada por Olivia de Havilland, Errol Flynn y Ronald Reagan.

## Historia

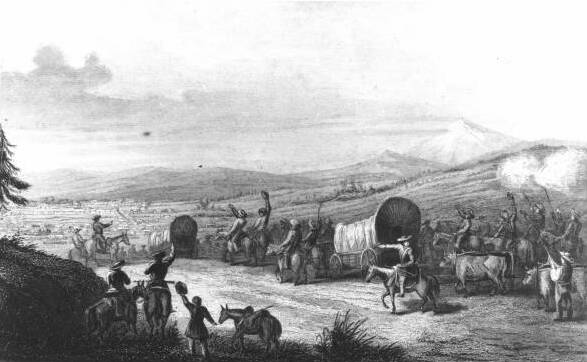
Arrival of the caravan at Santa Fe ("Arribo de la caravana a Santa Fe"), litografía publicada ca. 1844 cuando la ciudad aún era mexicana

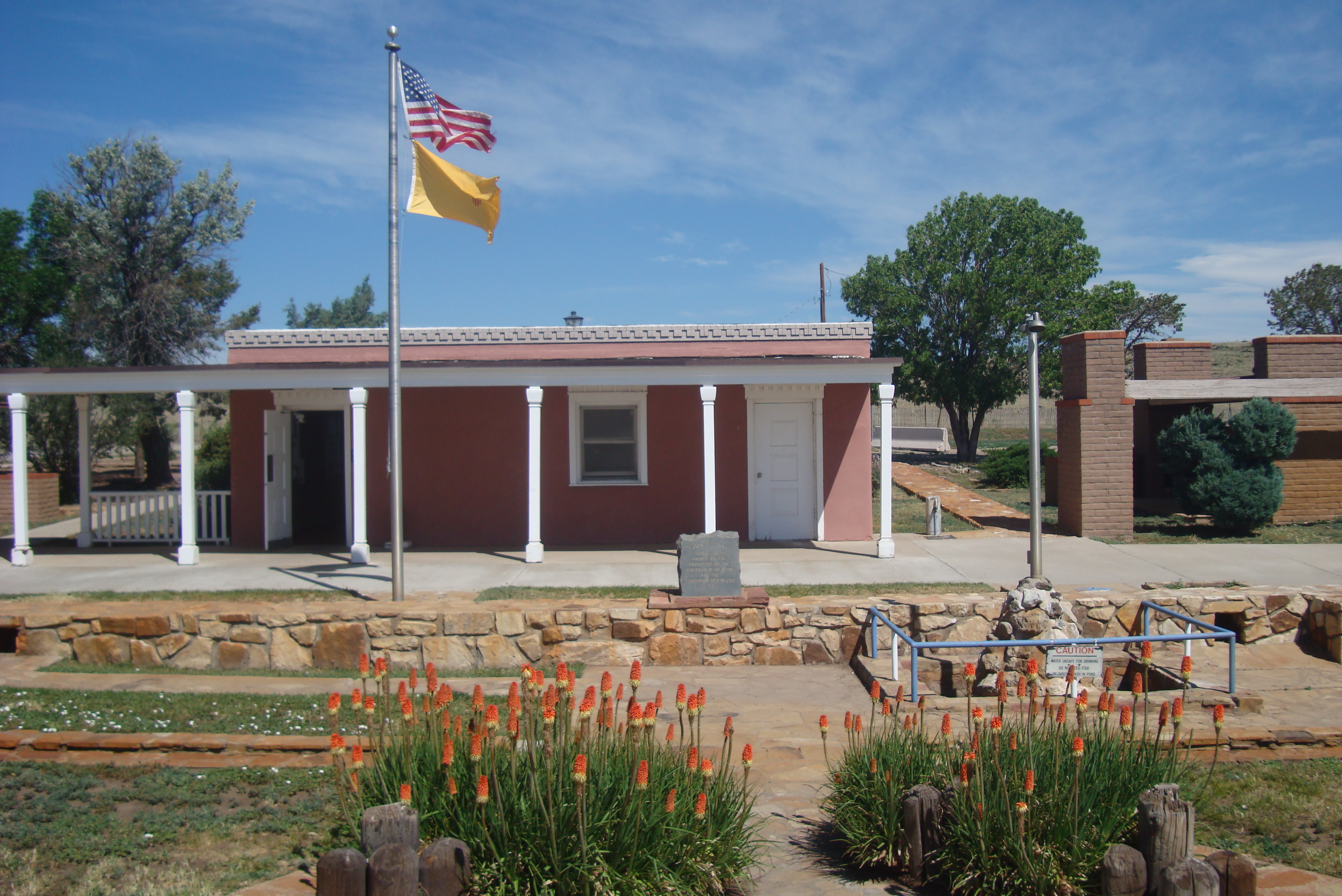
Una parada de descanso a lo largo del camino de Santa Fe

El camino de Santa Fe fue una ruta de transporte abierta por los españoles a finales del siglo XVIII y utilizada después por los estadounidenses en el siglo XIX, que cruzaba el suroeste de América del Norte conectando la ciudad de Independence, Misuri, con Santa Fe, Nuevo México.
El explorador francés, al servicio de España, Pedro Vial descubrió y exploró la ruta en 1792 y en 1821 se estableció el camino de Santa Fe para aprovechar las nuevas oportunidades comerciales con México que acababa de obtener su independencia de España en la Guerra de Independencia de México. La ruta fue utilizada para transportar productos manufacturados desde el estado de Misuri en los Estados Unidos hasta la ciudad de Santa Fe, que era la capital entonces del norteño estado mexicano de Nuevo México.
Las caravanas siguieron varias de las rutas del emigrante hasta los puntos del oeste cuando la filosofía política del Destino Manifiesto dominaba los debates políticos nacionales y muchas personas respondieron a la oportunidad de obtener tierras libres. Conectando las ciudades portuarias fluviales y los proveedores de caravanas hasta sus destinos, la pista fue fundamentalmente una importante ruta comercial que llevaba productos fabricados desde las llanuras centrales de Estados Unidos a los ciudades de la cabecera de la ruta St. Joseph e Independence (Misuri). En las décadas de 1820 y 1830 también fue importante esporádicamente el comercio inverso, llevando alimentos y suministros a los tramperos y cazadores de pieles y mountain mens abriendo el remoto Noroeste, especialmente el Noroeste Interior: Idaho, Wyoming, Colorado, y Montana —conectando a través de caminos de herradura (Trapper's Trail; "Camino del trampero") hasta los puntos al norte para abastecer por tierra al lucrativo comercio de pieles.

### El comercio Norte-Sur
La ciudad de Santa Fe era el punto terminal en el norte de El Camino Real de Tierra Adentro que llevaba por tierra, en dirección sur, hasta la Ciudad de México.
Este limitado tráfico comercial transitó el sitio que se convertiría en Fort Bent en Colorado (directamente en el Camino de Santa Fe) y la corta vida comercial del fuerte (nombre, propietario, gestión, datos todos inciertos) que se sentó a horcajadas sobre el punto del Trapper's Trail y la Senda de Oregón. Este puesto estaba a solo ocho millas al este del sitio de Fort John (ahora Fort Laramie), en lo que se convirtió en la ruta de Oregón (1832-1834). El fuerte perdido estaba en el mismo sitio donde fue fundado más tarde Fort Bernard (1866), en el este del territorio de Oregón (Wyoming). Que Fort Bernard despachó recuas de mulas de carga hasta Santa Fe es históricamente cierto. El primitivo fuerte y sus comerciantes lo son menos, y eso sugiere que podrían haber sido independientes, y no empleados de las grandes compañías del comercio de pieles. Independientemente de la falta de documentos explícitos, es conocido que había un ligero comercio con México que utilizaba la pista y el Trapper's Trail ("Camino de los tramperos").

### La importancia de Santa Fe

Mapa de la Texas o Tejas española y mexicana (en amarillo) y el territorio pretendido por la proestadounidense República de Texas en 1836 (en color verde) que muestra las tierras reclamadas por Texas que incluía prácticamente la mitad oriental de Nuevo México y el sur de Colorado y, al sur, los actuales límites tejanos/texanos en el río Bravo o Grande del Norte impuestos en 1846; al oeste de los territorios pretendidos por Texas aparecen los territorios que todavía eran admitidos como mexicanos (en color naranja) hasta 1846.

En 1825 el gobernador de Nuevo México, Bartolomé Baca, encargó al comerciante Manuel Escudero de Chihuahua que negociara en Washington la apertura de las fronteras estadounidenses a los comerciantes de México. A partir de 1826, prominentes familias aristocráticas de nuevomexicanos, como los Chávez, Armijos, Pereas y Oteros entraron en el negocio del comercio a lo largo del camino, de modo que en 1843, los comerciantes procedentes de Nuevo México y Chihuahua ya eran mayoría entre los que participaban en el tráfico de bienes por el camino de Santa Fe.
En 1835 la Ciudad de México había enviado a Albino Pérez para gobernar el departamento de Nuevo México como Jefe Político y como comandante militar. La República de Texas reclamaba Santa Fe como parte del territorio al norte y al este del río Grande reivindicado tanto por México como por Texas después de su secesión de México en 1836. En 1837 las fuerzas de Rio Arriba (la parte superior del río Grande, es decir, el norte de Nuevo México) se rebelaron contra la forma en que Pérez aplicaba la reciente constitución mexicana, con nuevas leyes de impuestos que gravaban el comercio y el entretenimiento en Santa Fe, y las grandes concesiones de tierras de Nuevo México a los mexicanos ricos. Los nuevomexicanos habían llegado a apreciar las libertades relativas que suponía vivir en la frontera, en una región muy remota y alejada de la Ciudad de México. Los rebeldes derrotaron y ejecutaron al gobernador Albino Pérez, pero más tarde fueron expulsados por las fuerzas de Río Abajo (la parte baja del río Grande, o el sur de Nuevo México), dirigidas por el designado nuevo gobernador, Manuel Armijo (ca. 1793–1853).
En 1841, una pequeña expedición militar y de comercio partió desde Austin, Texas, representando a la República de Texas y a su presidente Mirabeau B. Lamar. Su objetivo era convencer a la gente de Santa Fe y de Nuevo México para que cediese el control sobre el territorio en disputa con México, y el comercio asociado del Camino de Santa Fe. Teniendo conocimiento de los recientes disturbios políticos, creían que podrían ser bienrecibidos por la facción rebelde en Nuevo México. Conocida como Expedición Texas Santa Fe (Texas Santa Fe Expedition), los texanos encontraron muchas dificultades y fueron capturados posteriormente por el ejército mexicano del gobernador Armijo en medio de unas negociaciones poco honestas. Posteriormente fueron sometidos a malos tratos y privaciones durante la marcha obligada y tortuosa a la Ciudad de México, para ser juzgados y encarcelados.
En 1842 el coronel William A. Christy escribió al presidente de Texas, Sam Houston, solicitando apoyo para un plan de Charles Warfield para reclutar fuerzas para derrocar a las provincias mexicanas de Nuevo México y de Chihuahua y devolver la mitad de los expolios de la República de Texas. Houston aceptó, con la condición de que la operación se llevase a cabo bajo el más estricto secreto. Charles fue nombrado coronel y trató de reclutar voluntarios en Texas, St. Louis, y en las Montañas Rocosas meridionales por la Expedición Warfield. Reclutó a John McDaniel y a un pequeño grupo de hombres en la vecindad inmediata de St. Louis, dando a McDaniel el rango de capitán de Texas. Después de que Charles se dirigiese hacia las montañas Rocosas con un compañero, McDaniel llevó a cabo un robo en abril de 1843 (en el actual condado de Rice, Kansas) de una caravana comercial poco protegida, que acabó con el asesinato de su líder Antonio José Chávez, el hijo de un antiguo gobernador de Nuevo México, Francisco Xavier Chávez. Se informó que Warfield estaba al tanto del crimen, que más tarde dio lugar a la ejecución de McDaniel y un cómplice, y el encarcelamiento de los participantes a quien las autoridades estadounidenses pudieron capturar. Los medios de comunicación informaron que los estadounidenses y los mexicanos estaban indignados por el crimen. Los comerciantes locales y ciudadanos de Estados Unidos establecidos a finales del Camino de Santa Fe exigieron justicia y el retorno del comercio estable del que dependía su economía creciente.
Tras el asesinato de Chávez, Warfield comenzó a realizar unas limitadas hostilidades militares utilizando reclutas de las Rocosas meridionales. Hizo un ataque no provocado contra las tropas mexicanas fuera de Mora, Nuevo México, dejando cinco muertos. Los caballos de Warfield se perdieron en Wagon Mound por el esfuerzo de las fuerzas mexicanas que les perseguían, y después de llegar a Bent's Fort a pie, los hombres de Warfield se disolvieron. En febrero de 1843, el coronel Jacob Snively había recibido el encargo de interceptar las caravanas mexicanas a lo largo del Camino de Santa Fe, similar a la misión recibida por Warfield el año anterior. Después de la desbandada de los voluntarios bajo su mando, Warfield encontró y reunió a 190 hombre de Texas, el «Batallón de Invencibles» (Battalion of Invincibles), bajo el mando de Snively. El gobernador de Nuevo México Manuel Armijo dirigió a las tropas mexicanas desde Santa Fe para proteger a las caravanas entrantes, pero después de que los Invencibles fueran exterminadas por una partida de avanzada dirigida por el capitán Ventura Lovato, el gobernador se retiró. Después de esta batalla, la fuerza de Snively se redujo a poco más de 100 hombres por renuncias. El plan de la Expedición Snively era saquear las caravanas mercantes mexicanas en el territorio reclamado por Texas, en represalia por las últimas ejecuciones de texanos e invasiones mexicanas, pero fue rápidamente detenido y desarmado por tropas de reconocimiento de los Estados Unidos. El capitán Philip St. George Cooke permitió a los Invencibles regresar a Texas después de desarmarlos.

## Madre del ferrocarril

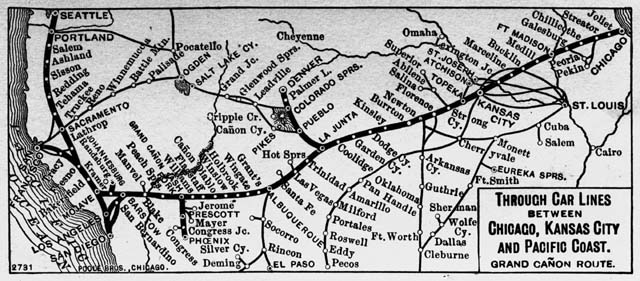
Este mapa de las conexiones a lo largo del ferrocarril de Santa Fe muestra las principales paradas regulares de la línea principal del Ferrocarril de Atchison, Topeka y Santa Fe, incluyendo famosos destinos de las manadas de ganado como Dodge City. No es casualidad que la mayoría de las nuevas ciudades de Kansas, Colorado y Nuevo México fueran también las primeras atendidas por el Camino de Santa Fe

En 1863, en el auge de las disputas políticas sobre la legislación del ferrocarril, los emprendedores pusieron sus ojos en el suroeste de Estados Unidos liderando la construcción gradual de este a oeste de la Ferrovía Atchison, Topeka y Santa Fe (Atchison, Topeka and Santa Fe Railway, o AT&SF). El nombre de la compañía refleja la intención de los fundadores de cual sería la estación término esperada al este, Atchison, Kansas.
Dentro de Kansas, la plataforma que tendía la AT&SF seguía por lo general, más o menos y en paralelo, la ruta del camino de Santa Fe después de llegar a Topeka, ampliando tramos hacia el oeste en el período de 1868 a 1874. Cuando en 1869 se inauguró un puente ferroviario sobre el río Misuri (de la línea Hannibal and St. Joseph Railroad) que conectaba los mercados del este con las manadas de ganado de Dodge City y las minas de carbón de Colorado, el ferrocarril estimuló el crecimiento de Kansas City, próximo a la localidad de Leavenworth, donde se había hecho el puente. Kansas City experimentó un crecimiento de población, ya que estaba en la orilla opuesta de Saint Joseph, Misuri, uno de los varios pueblos de cabecera de la pista que suministraban colonos hacia el Oeste americano. La construcción de la vía férrea que se extendía hacia el oeste a destinos dentro y fuera de la frontera de Nuevo México se retrasó por problemas operativos al no cubrir los costos de explotación de los nuevos tramos. En un intento de arrancar su propio mercado de base, el ferrocarril comenzó a ofrecer paquetes de «pactos de excursión de compra» (Shopping Excursion deals) a los potenciales compradores que deseaban buscar una parcela. El ferrocarril comenzó a descontar tales viajes para visitar sus oficinas de tierras y devolvía el precio del billete como parte del precio de compra, si se concluía la venta.
Las compañías del ferrocarril fueron vendiendo hábilmente las concesiones de tierras que habían recibido del Congreso, lo que causó que floreciesen en la tira a lo largo del ferrocarril y de la pista nuevos pueblos y compañías, que favorecieron el tráfico ferroviario y los ingresos en una sinergia de refuerzo del capitalismo. Con una base económica establecida, el ferrocarril se extendió gradualmente al oeste, añadiendo poco a poco nuevas conexiones a través de la zona más árida y accidentada atendida por el Camino occidental. Con la ventaja del ferrocarril sobre el Camino, el tráfico y el transporte de mercancías y el resto del tráfico fueron poco a poco disminuyendo hasta que la mayoría del tráfico de la pista fue comercio local. En un sentido, después de la Primera Guerra Mundial la pista renació; en la década de 1920 se pavimentaron poco a poco los caminos.

## Ruta

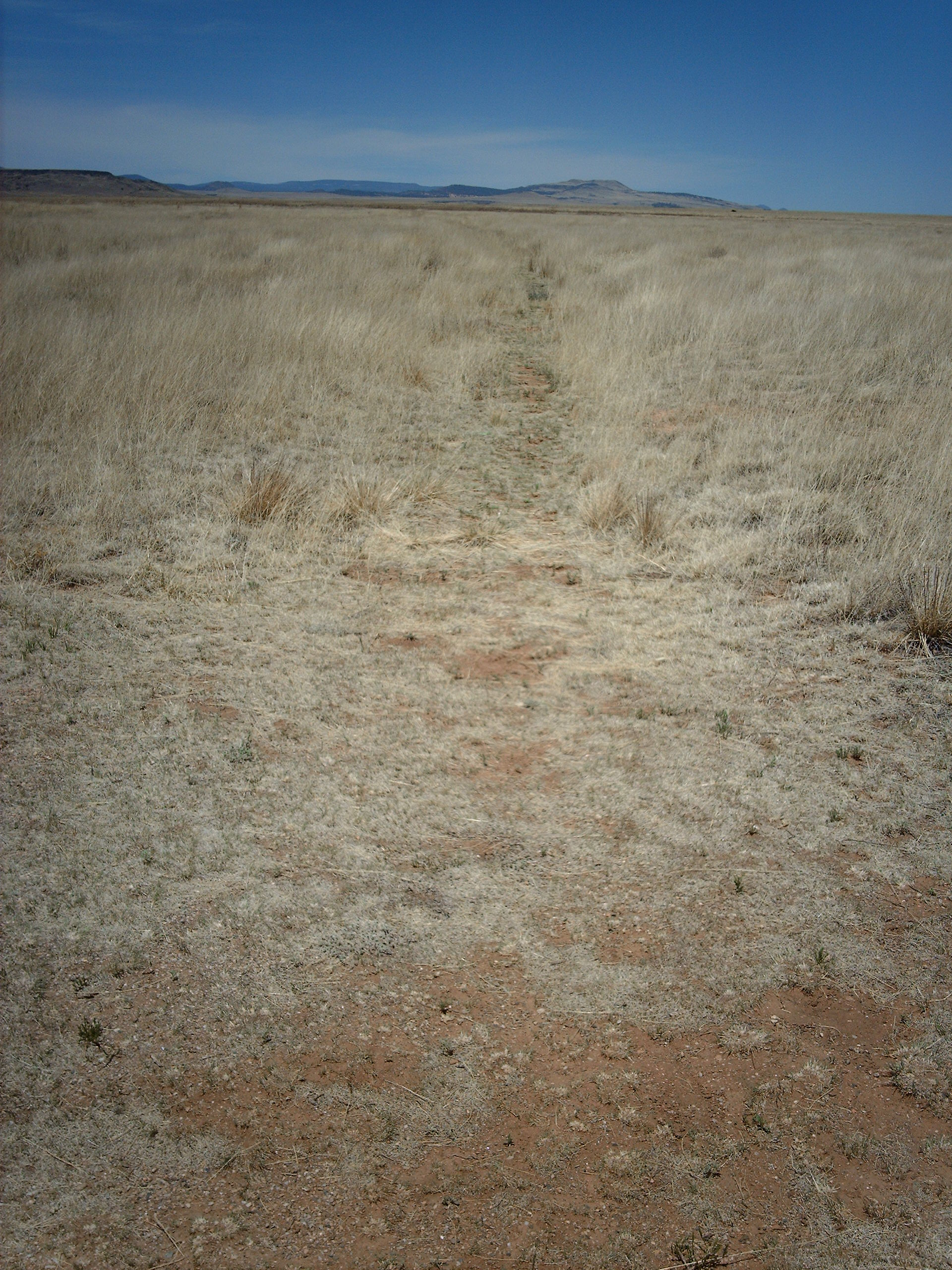
Antiguas marcas de ruedas en el camino de Santa Fe, a la altura de Fort Union

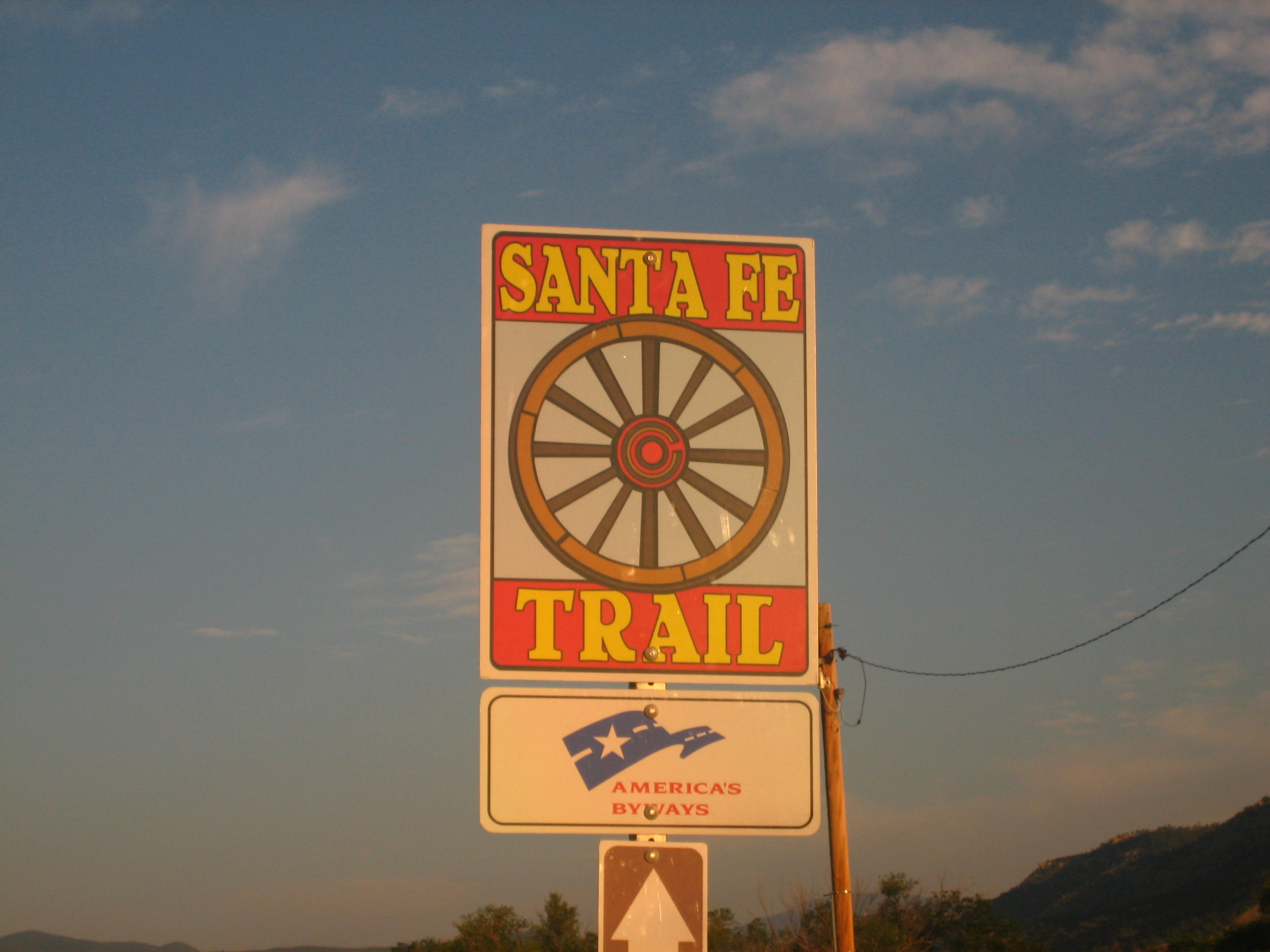
Señal en una carretera del camino de Santa Fe en Cimarron, Nuevo México

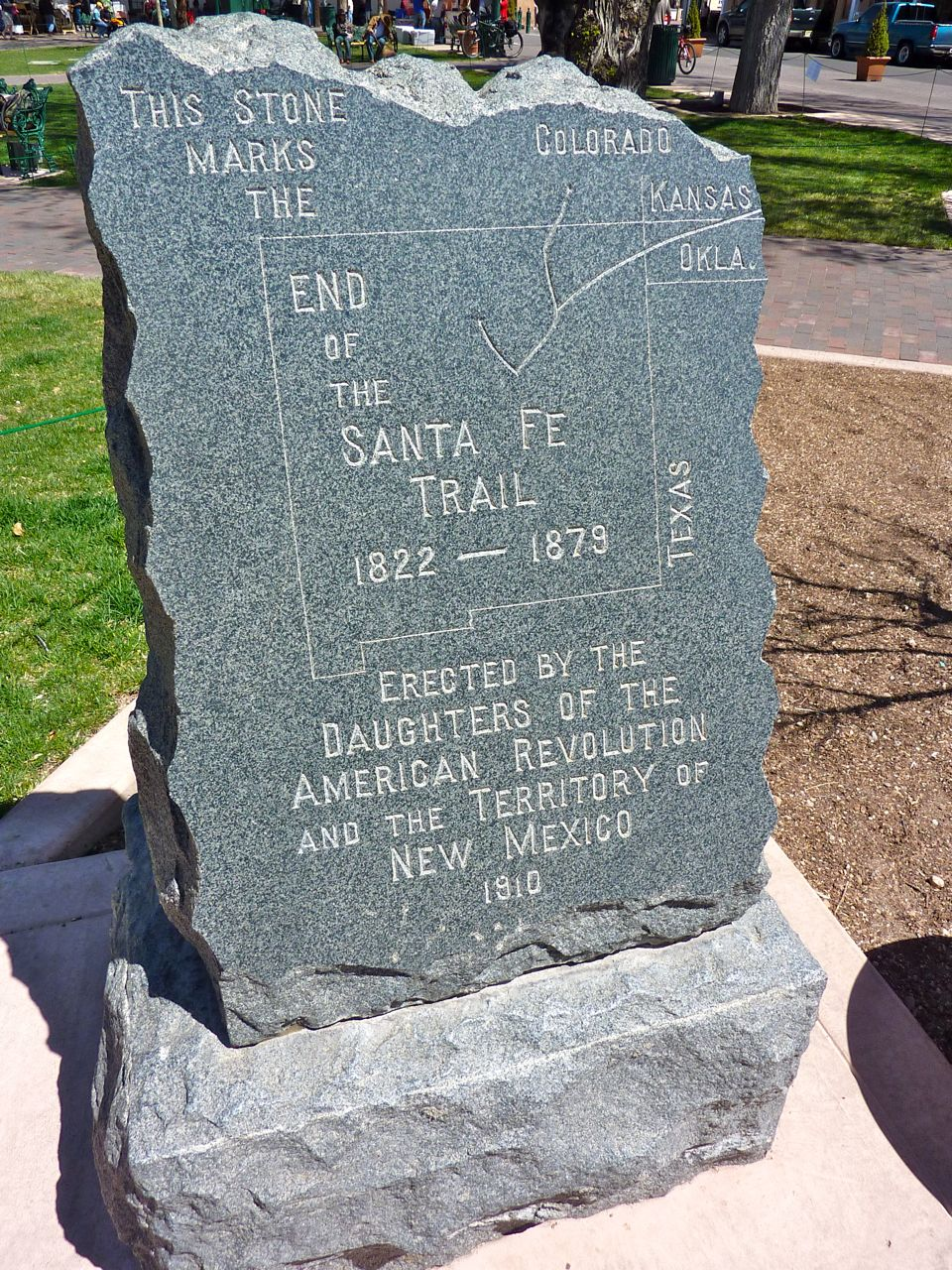
Marcador del fin del camino de Santa Fe en la Plaza de Santa Fe

El extremo oriental del camino estaba en el centro de Misuri, en la ciudad de Franklin, en la orilla norte del río Misuri. La ruta a través de Misuri utilizada por vez primera por Becknell seguía partes de la existente Osage Trace y los Medicine Trails. Al oeste de Franklin, el camino cruzaba el Misuri cerca de Arrow Rock, después de lo cual seguía más o menos la ruta de la actual U.S. Route 24. Pasaba al norte de Marshall, a través de Lexington hasta Fort Osage, y luego hasta Independence. Independence fue también uno de los históricos "puntos de inicio" para la ruta de Oregon y la California Trails.
Al oeste de Independence, más o menos seguía la dirección de la U.S. Route 56 desde cerca de la ciudad de Olathe hasta la frontera occidental de Kansas. Entra en Colorado, atravesando la esquina sureste del estado antes de entrar en Nuevo México. La sección de la pista entre Independence y Olathe también fue utilizada por los inmigrantes que recorrían las rutas de California y de Oregón, que se bifurcaban hacia el noroeste, cerca de Gardner.
Desde Olathe, la pista pasaba a través de las ciudades de Baldwin City, Burlingame y Council Grove, luego giraba al oeste de McPherson hasta la ciudad de Lyons. Al oeste de Lyons, la ruta seguía casi la ruta de la actual Highway 56 (autopista 56) hasta Great Bend. Todavía son visibles surcos en la tierra en varios lugares (Ralph's Ruts son visibles en las fotos aéreas (38°21′35″N 98°25′20″O / 38.35959264, -98.42225502). En Great Bend (Gran Vuelta), el camino se encontraba con el río Arkansas. Los dos ramales de la ruta seguían ambos lados del río aguas arriba hasta Dodge City y Garden City.
Al oeste de Garden City, en el suroeste de Kansas, el camino se dividía en dos ramales. Uno de los ramales, llamado la ruta de la montaña o Travesía Alta (Mountain Route o Upper Crossing) atravesaba Raton Pass (o Paso Ratón, en el río Arkansas): 93 : 133  y continuaba siguiendo el Arkansas aguas arriba por el sureste de Colorado hasta la localidad de La Junta. En La Junta, la pista continuaba hacia el sur en Nuevo México hasta Fort Union en Watrous.
El otro ramal principal, llamado Atajo Cimarrón o Travesía del Cimarrón o Travesía Media (en inglés: Cimarron Cutoff, Cimarron Crossing o Middle Crossing): 93 : 133 : 144 , cortaba al suroeste a través del desierto Cimarrón (también conocido como Waterscrape o "La Jornada"): 148 ) hasta el valle del río Cimarrón, cerca de la ciudad de Ulysses y Elkhart; luego continuaba hacia Boise City (Oklahoma), hasta Clayton, Nuevo México, uniéndose con el ramal del norte en Fort Union. Esta ruta era en general muy peligrosa porque tenía muy poca agua. De hecho, el río Cimarrón era una de las únicas fuentes de agua a lo largo de este ramal de la pista.
Desde Watrous, ambos ramales se reunían y continuaban hacia el sur hasta Santa Fe.

## Retos y desafíos en el viaje
Los viajeros se enfrentaban a muchas dificultades a lo largo del Camino de Santa Fe. El sendero tenía unos desafiantes 1400 km a través de llanuras áridas, desiertos y montañas. El clima natural era y es continental; con veranos muy calurosos y secos, junto con inviernos largos y muy crudos. La falta general de precipitaciones hace que el agua dulce escasee; y las altas llanuras esteparias apenas tienen árboles. El agua que fluye en los ríos Pecos, Arkansas, Cimarrón y Canadiano, que drenan la región, varían en un 90% o más en sus caudales durante un año medio. También, en este sendero, a diferencia de la ruta de Oregón, había un grave peligro de ataques de nativos, ya que ni los comanches ni los apaches de las llanuras altas del sur toleraban los intrusos. En 1825, el Congreso votó a favor de la protección federal en el Camino de Santa Fe, a pesar de que gran parte del mismo estaba en territorio mexicano. La falta de alimentos y de agua también hacían que el camino fuese muy arriesgado. Las condiciones climáticas, como las grandes tormentas, hicieron aún más difícil el viaje; si formaba una tormenta, a menudo no había lugar para refugiarse y la ganadería podía desmandarse. Las serpientes de cascabel también fueron a menudo una amenaza, y mucha gente murió debido a su mordedura. El tamaño de las caravanas fue aumentado más adelante para prevenir los ataques de los indios. Los viajeros también llevaban más bueyes en lugar de mulas, ya que los indios no querían arriesgarse a asaltar las caravanas solo por los bueyes.

## Conservación histórica
Segmentos de este camino en Misuri, Kansas, Oklahoma y Nuevo México están incluidos en el Registro Nacional de Lugares Históricos. La sección del camino claramente identificable más larga, Santa Fe Trail Remains, cerca de Dodge City (Kansas), está listada como un Hito Histórico Nacional.

## Accidentes notables
Misuri

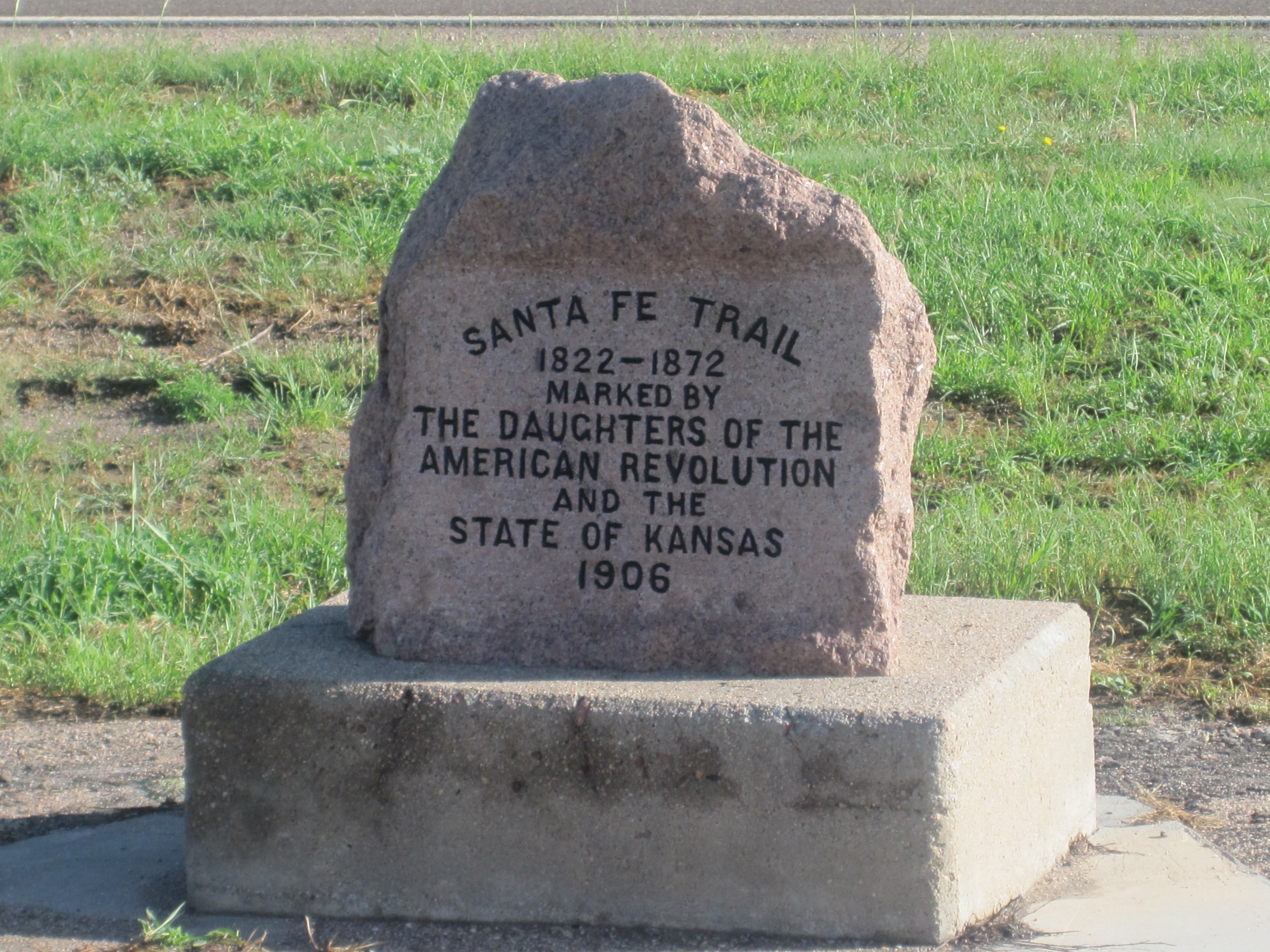
Marcador del camino de Santa Fe en Coolidge, Kansas

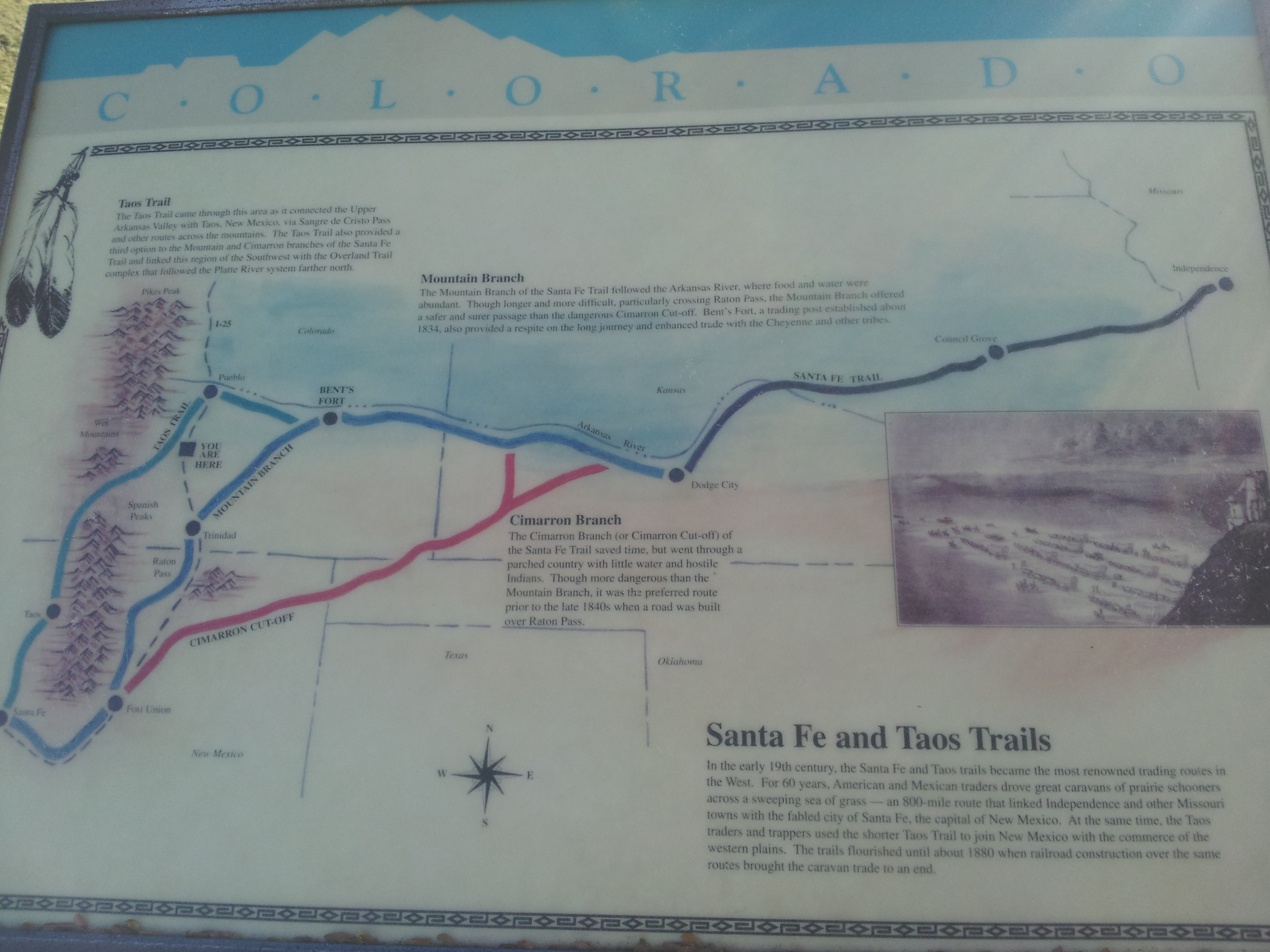
Marcador del camino de Santa Fe en el área de descanso de Cuerno Verde, Colorado

- Arrow Rock (Arrow Rock Landing, Santa Fe Spring, Huston Tavern)
- Harvey Spring/Weinrich Ruts
- Independence (Santa Fe Trail Ruts, Lower Independence (Blue Mills) Landing, Upper Independence (Wayne City) Landing).
- Kansas City (Westport Landing)

Kansas
- Kansas City (Shawnee Mission, cruce del río Big Blue)
- Council Grove (Kaw Mission, cruce del río Neosho, Hermit’s Cave, Last Chance Store, Council Oak, Post Office Oak)
- Fort Larned National Historic Site
- Fort Dodge (Jackson’s Grove e Island, Santa Fe Trail Ruts, Middle Crossing, Point of Rocks, Fort Atkinson Site)

- Ruta de las montañas (Mountain Route) hacia Colorado

- Cruce del río Arkansas

Colorado
- Ruta de las montañas

- Bent's Old Fort National Historic Site
- Raton Pass

- Ruta Cimarron (Cimarron Route) a través de Kansas hacia Oklahoma

- Río Cimarrón
- Cimarron National Grassland

Nuevo México
- Ruta de las montañas (Mountain Route)

- Clifton House
- Cimarron (Aztec Mill, Cimarron Plaza y Well)
- Philmont Scout Ranch

- Ruta Cimarrón

* Kiowa National Grassland
- Ruta reunida (Joint Route)

- Fort Union National Monument
- Pecos National Historical Park
- Santa Fe
- Oldest House in the USA